# Massacre, Dominica
Massacre este un oraș din Dominica.